# 1988年梅竹賽
民國77年（1988年）戊辰梅竹賽為第二十屆國立清華大學與國立交通大學之間的梅竹賽，於該年3月4日至3月6日舉行。本屆賽事由國立清華大學主辦，國立交通大學協辦。賽事結果，國立交通大學以8比5取得本屆賽事總錦標。
本屆賽事為梅竹賽第20週年，鑒於前一年丁卯梅竹賽場面火爆，兩校策劃了一系列的活動，包括：梅竹寫生、捐衣、捐款、民歌義演、義賣，希望能將梅竹關懷提昇到社會層面。本年度梅竹賽在一片和諧氣氛中圓滿落幕。

## 賽事結果

### 正式賽
| 項目     | 比賽日期     | 勝隊 | 備註                         |
| -------- | ------------ | ---- | ---------------------------- |
| 桌球     | 1988年3月4日 | 交大 |                              |
| 羽球     | 1988年3月4日 | 清大 |                              |
| 橋藝     | 1988年3月5日 | 交大 |                              |
| 棋藝     | 1988年3月5日 | 交大 |                              |
| 網球     | 1988年3月5日 | 交大 |                              |
| 棒球     | 1988年3月5日 | 清大 |                              |
| 國辯     | 1988年3月5日 | 交大 |                              |
| 英文演講 | 1988年3月5日 | 交大 |                              |
| 女籃     | 1988年3月5日 | 清大 |                              |
| 男籃     | 1988年3月5日 | 交大 |                              |
| 足球     | 1988年3月6日 | 清大 |                              |
| 男排     | 1988年3月6日 | 交大 |                              |
| 女排     | 1988年3月6日 | 清大 |                              |
| 總錦標   |              | 交大 | 交大以8：5取得本屆賽事總錦標 |